# Gaby Willamowius
Gaby Willamowius (* 16. Juni 1966 in Hannover) ist eine deutsche Erziehungswissenschaftlerin und politische Beamtin (SPD). Vom 22. November 2017 bis zum 8. November 2022 war sie Staatssekretärin im Niedersächsischen Kultusministerium.

## Leben
Nach ihrem Abitur am Erich-Kästner-Gymnasium in Laatzen (1986) nahm Willamowius ein Studium der Rechtswissenschaften an der Gottfried Wilhelm Leibniz Universität Hannover auf, welches sie bis zur Zwischenprüfung im Jahr 1989 absolvierte. Anschließend begann sie ein Studium der Erziehungswissenschaften ebendort, welches sie 1994 mit Diplom abschloss. In der Folge war sie bis 1996 persönliche Referentin der Niedersächsischen Frauenministerin Christina Bührmann.
Zwischen 1999 und 2010 war sie in der Niedersächsischen Staatskanzlei u. a. als stellvertretende Referatsleiterin für die Ressortkoordinierung und -planung, für Wissenschaft und Kultur sowie Kultuspolitik, als Referentin für Ressortkoordinierung sowie für Regierungsplanung und Projektleiterin für den „Bildungsrat beim Ministerpräsidenten des Landes Niedersachsen“ tätig. 2010 wurde Willamowius Stadträtin der Stadt Hameln und hatte die Leitung des Dezernats „Recht und Sicherheit“ sowie „Bildung, Familie und Kultur“ inne. 2015 kehrte sie zurück in die Niedersächsische Staatskanzlei, wo sie Abteilungsleiterin „Richtlinien der Politik, Ressortkoordinierung und -planung“ wurde.
Am 22. November 2017 wurde Gaby Willamowius im Zuge der Kabinettsbildung des Kabinetts Weil II von Minister Grant Hendrik Tonne zur Staatssekretärin im Niedersächsischen Kultusministerium ernannt. Sie wurde damit Nachfolgerin von Erika Huxhold, die in den Ruhestand ging. Im Zuge des Amtsantritts des Kabinetts Weil III schied sie am 8. November 2022 aus diesem Amt aus.
Willamowius ist verheiratet und wohnt in der Region Hannover. Sie ist Mitglied der SPD.